# マウス乳癌ウイルス
マウス乳癌ウイルスまたはマウス乳腺腫瘍ウイルス（マウス にゅうがん/にゅうせんしゅよう ウイルス、英: Mouse mammary tumor virus、略称: MMTV）は、乳汁を介して伝染する、ベータレトロウイルス属に属するレトロウイルスの1種である。MMTVは以前はBittner virus、乳因子（ミルク因子、milk factor）と呼ばれていたものであるが、これらの名称は、マウスの乳がんが非血縁母子間の養育行動によって染色体外垂直伝播することが1936年にJohn Joseph Bittnerによって実証されたことに由来する。Bittnerは、発がん性因子（乳因子）はがんを持つ母から若いマウスへ、母乳中のウイルスによって伝播される、という仮説を提唱した。マウスの乳がんの大部分は、MMTVを原因とするものである。

## 感染と生活環

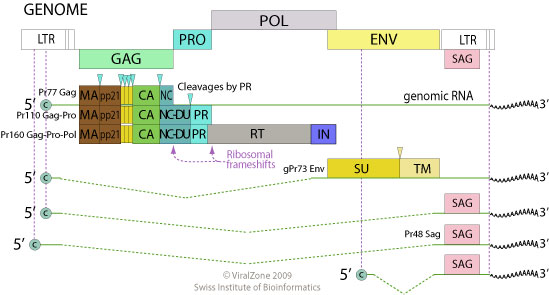
MMTVのゲノムマップ

MMTVはかつてはsimple retrovirusに分類されていたが、HIVのRevタンパク質に類似した自己調節性ｍRNA搬出タンパク質であるRemをコードしていることが近年明らかにされ、そのため初めて記載されたマウスのcomplex retrovirusとなった。
MMTVは、レトロウイルスの構造遺伝子に加えてスーパー抗原をコードしている。このスーパー抗原は、T細胞受容体に特定種のVβを有するT細胞を活性化し、それによってB細胞を刺激して感染可能な細胞集団を増加させる。ウイルスは思春期に遊走中のリンパ球とともに乳腺に進入し、増殖中の乳腺上皮細胞に感染する。
MMTVはレトロウイルスであるため、ウイルスゲノムを宿主のゲノム内に挿入することができる。ウイルスのRNAゲノムは逆転写酵素によってDNAへ逆転写される。このDNA中間体状態は、プロウイルスと呼ばれる。ウイルスDNAががん原遺伝子内やその近傍に挿入された場合には、その遺伝子の発現が変化し、がんが引き起こされる場合がある。ウイルスゲノムはがん原遺伝子の発現の変化を引き起こす場合にのみ、がんの原因となる。ウイルスゲノムが宿主ゲノムの「サイレント」な領域に挿入された場合には、ウイルスは無害であるか、もしくは他の疾患の原因となる可能性がある。MMTVのプロウイルスが余分に組み込まれたGR、DBA/2系統のマウスのリンパ性白血病では、MMTVが高レベルで発現している。これらの白血病細胞は他のマウスへ移植された場合にも活性を有する。
ウイルスゲノムが宿主ゲノム内に挿入されると、自身のウイルス遺伝子の転写が可能となる。ウイルスゲノムの発現は、ゲノムのLTRのU3領域に存在するエンハンサーエレメントによって活性化される。さらに乳腺細胞内では、ゲノムの発現は特異的に活性化される。エストロゲンはウイルスゲノムの発現をさらに活性化する。プロウイルスに存在するsag遺伝子の発現は、スーパー抗原の産生を担う。
MMTVは外因性・内因性の双方経路で移行する。外因性経路では、母から子へ母乳を介して伝達される。

## 組み込まれたMMTV DNAのホルモン応答性
内在性のMMTVは乳腺の正常な発達や授乳を調節するあらゆるホルモンに応答し、またステロイドホルモン（アンドロゲン、グルココルチコイド、プロゲスチン）やプロラクチンにも応答することが示されている。
マウスが思春期に達すると、エストロゲン感受性組織でウイルスはmRNAの発現を開始する。その結果、思春期後の全ての乳腺細胞には活発なレトロウイルスが含まれ、新たな乳腺組織細胞の全てでゲノム中での複製とウイルスmRNAの発現が開始される。

## 乳がんモデルにおけるMMTVプロモーター
MMTVプロモーターは、乳がん転移のマウスモデルであるPyMTモデルシステムで利用されている。Pyはポリオーマウイルス、MTはミドルT抗原の略称である。MMTVプロモーターを利用する乳がんモデルシステムは他にも存在するが、MMTV-PyMTモデルは乳がん転移の信頼性の高いモデルであることが示されている。

## 関連文献
- Bhadra, Sanchita; Lozano, Mary M.; Payne, Shelley M.; Dudley, Jaquelin P. (1 January 2006). “Endogenous MMTV Proviruses Induce Susceptibility to Both Viral and Bacterial Pathogens”. PLOS Pathogens 2 (12):  e128. doi:10.1371/journal.ppat.0020128. PMC 1665650. PMID 17140288.
- Cammack, Richard; Smith, Anthony Donald; Attwood, Teresa K.; et al. (eds.). “Bittner factor or Bittner particle former name for murine mammary tumour virus”. Oxford Dictionary of Biochemistry and Molecular Biolog. p. 79.
- Courreges, M. C.; Burzyn, D.; Nepomnaschy, I.; Piazzon, I.; Ross, S. R. (31 January 2007). “Critical Role of Dendritic Cells in Mouse Mammary Tumor Virus In Vivo Infection”. Journal of Virology 81 (8):  3769–77. doi:10.1128/JVI.02728-06. PMC 1866091. PMID 17267484.
- Fernandez-Cobo, Mariana; Melana, Stella M; Holland, James F; Pogo, Beatriz GT (1 January 2006). “Transcription profile of a human breast cancer cell line expressing MMTV-like sequences”. Infectious Agents and Cancer 1 (1):  7. doi:10.1186/1750-9378-1-7. PMC 1764410. PMID 17173685.
- Indik, S. (1 August 2005). “Mouse Mammary Tumor Virus Infects Human Cells”. Cancer Research 65 (15):  6651–9. doi:10.1158/0008-5472.CAN-04-2609. PMID 16061645.
- Indik, Stanislav; Günzburg, Walter H; Kulich, Pavel; Salmons, Brian; Rouault, Francoise (1 January 2007). “Rapid spread of mouse mammary tumor virus in cultured human breast cells”. Retrovirology 4 (1):  73. doi:10.1186/1742-4690-4-73. PMC 2169256. PMID 17931409.
- Lawson, JS; Günzburg, WH; Whitaker, NJ (June 2006). “Viruses and human breast cancer”. Future Microbiology 1 (1):  33–51. doi:10.2217/17460913.1.1.33. PMID 17661684.
- Levine, Paul H.; Pogo, Beatriz G.-T.; Klouj, Afifa; Coronel, Stephanie; Woodson, Karen; Melana, Stella M.; Mourali, Nejib; Holland, James F. (15 August 2004). “Increasing evidence for a human breast carcinoma virus with geographic differences”. Cancer 101 (4):  721–6. doi:10.1002/cncr.20436. PMID 15305401.
- Salmons, B; Lawson, JS; Gunzburg, WH (December 2014). “Recent developments linking retroviruses to human breast cancer: infectious agent, enemy within or both?”. Journal of General Virology 95 (12):  2589–93. doi:10.1099/vir.0.070631-0. PMID 25217613.